# 打ち込み
打ち込み（うちこみ）とは、主にミュージックシーケンサーやドラムマシンなどに前もって演奏情報を入力しておいて（打ち込んでおいて）、それを再生することで演奏を実現させる技法、またはその結果として作成された音楽のこと。

## 概要
多くの音を少人数できめ細かくコントロールしておけること、使う機器が同じであれば再現性が極めて高いこと、入力した後で細かい修正を加えることができること、人間では演奏が困難なほどテンポの早い曲や複雑な曲を演奏できる、などのさまざまな理由から、特にMIDI制定以後は爆発的に普及した。
同期できない楽器や歌などを演奏者がその場で直接一緒に演奏することも多い。
この用語はムーンライダースの岡田徹が使い始めた言葉が一般に定着したものである。